# Athanasio Celia
 (mai 2017).
Pour les articles homonymes, voir Célia.
Athanasio Celia (également Athanasios ou Athanassios Celia) est peintre et expert en art grec. 
Il est le fondateur de Verticalismus. Par ce terme, il a défini la théorie de ses œuvres d'art dominées par des lignes verticales. La première grande vente aux enchères de son art - une journée entière, seulement les œuvres d'Athanasio Celia - a eu lieu en 1995 en Allemagne.

## Biographie
En 1992, au cours d'un vernissage de ses œuvres d'art dans une galerie à Munich, il est entré en contact avec l'un des trésors anciens les plus précieux, une couronne dorée grecque (400 av. J.-C.). Après l'examen de l'objet, il a donné aux personnes qui lui ont apporté l'ancien trésor des informations sur les éventuels acheteurs. Bientôt, l'objet a été vendu au J. Paul Getty Museum à Malibu, en Californie. Quand il a appris plus tard que l'objet avait été illégalement excavé, il a informé les autorités allemandes et, quelques années plus tard, a donné à l'État grec les photos que les trafiquants lui avaient donné pour permettre à l'objet de revenir à la Grèce en 2007. Un documentaire primé sur le sujet a été diffusé dans plusieurs pays en 2011. Dans un autre cas, en 2007, Athanasio Celia a examiné un cahier avec des croquis qui avaient été pillés par les Nazis. Dans son rapport, il a attribué le cahier au peintre néerlandais Vincent van Gogh,,. Son étude sur le cahier a été publiée dans un chapitre du livre The Notebook of Vincent, pour lequel il a également écrit la preface. 
Un an plus tard, en 2008, il a examiné un autre artefact qui a été pillé par les Nazis. Cette fois, c'était une peinture à l'huile, qu'il attribuait également à Vincent van Gogh et, d'après son rapport, « c'était le dernier tableau de Vincent van Gogh »,.

## Publications
- Ω - ο Λόγος, Epos, 2006  (ISBN 9789609225304)
- Der Logos - Der Gottes Beweis, Traugott Bautz Verlag, 2015  (ISBN 978-3-88309-968-2)
- Préface (anglais – grec) pour Diodora Doreta Peppa, The Notebook of Vincent, Concept Maniax Publications / Epos Éditions 2008  (ISBN 978-9609806121) (anglais),  (ISBN 9789609806114) (grec).
- God's letters, Athanasios Seliachas, 2018  (ISBN 978-9609225311)